# アイ・オン・マレーシア

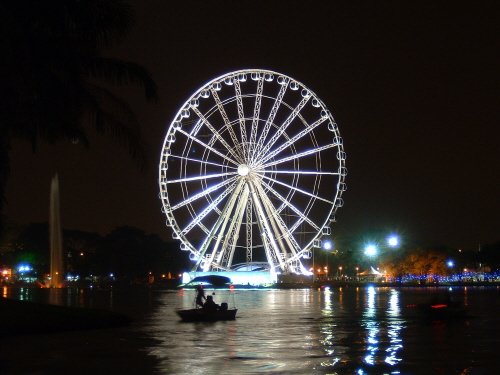
マレーシア観光年で使用される前のアイ・オン・マレーシア

アイ・オン・マレーシア (Eye on Malaysia) は、マレーシアの観覧車である。2007年にクアラルンプールで営業を始め、2008年にマラッカに移転、2010年まで運営していた。
Height多くの出典では、アイ・オン・マレーシアの全高は60メートル (197 ft)とされているが、マレーシアの新聞、ザ・スターでは60mと62 m (203 ft)という表記があり、統一されていない。

## クアラルンプール
アイ・オン・マレーシアは、クアラルンプールのティティワンサ・レイク・ガーデンで運行を始め、観光客はそこで、12分の間に、クアラ・ルンプール・タワー、イスタナ・ブダヤ、ペトロナスツインタワーを含む、市中心部や周辺20㎞四方にかけての360度のパノラマを眺めることができた。2007年1月6日には、当時のマレーシア首相、アブドラ・バダウィによって、マレーシア観光年2007で施設が使用されることが公表された。
クアラルンプールの位置: 北緯3度10分39.2秒 東経101度42分15.68秒 / 北緯3.177556度 東経101.7043556度

## セントラル・マラッカ
アイ・オン・マレーシアは、2008年の下旬に、セントラル・マラッカのマラッカ川の隣、タマン・コタ・ラクサマナに移転した。しかし、オーナーであった、ベルギーのレジャー施設会社、Fitraco NVと観覧車のマレーシア企業が違法であるという論争の結果、2010年1月、運行を取り止めた。観覧車は2010年10月に解体された。
セントラル・マラッカの位置: 北緯2度11分23.4312秒 東経102度14分29.00秒 / 北緯2.189842000度 東経102.2413889度

## マラッカ島
高さ85メートル (279 ft)または88メートル (289 ft)のアイ・オン・マレーシアは、ムラカ州の知事、モハマド・アリ・ ルスタムによって公表された。これは、中国で製造され、マラッカ島に位置し、各6人が乗車できる54のエアコンディションゴンドラが設置された。2011年12月1日にオープンするスケジュールであったが、建設されなかった。
101-メートル (331 ft)のアイ・オン・マレーシアも、中国で製造された観覧車で、54のゴンドラが設置され、2013年4月にマラッカ島で営業を始める予定であった。2012年11月、モハマド・アリ・ルスタムは、現場を訪問し、4000万RMの資金で、観覧車の設置が完成まで15%進んでおり、「2013年2月に設置が始まる予定である」と述べた。